# السيدة (عين العرب)
السيدة  قرية سوريّة تتبع إداريّاً لمحافظة حلب منطقة عين العرب ناحية صرين، بلغ تعداد سكانها 1,762 نسمة حسب التعداد السكاني لعام 2004.